# Friday the 13th Part VII: The New Blood
Friday the 13th Part VII: The New Blood, ook bekend als Friday the 13th Part 7 is een Amerikaanse horrorfilm uit 1988, geregisseerd door John Carl Buechler en is het zevende deel uit de Friday the 13th-reeks.

## Verhaal
Sinds de moordlustige maniak Jason Voorhees in kettingen op de bodem van Chrystal Lake belandde, loopt alles in het nabijgelegen zomerkamp op rolletjes zonder een enkele moord. Maar deze zomer heeft een van de gasten een dodelijk geheim meegebracht. Tina Shepherd kan in de toekomst kijken en voorwerpen laten zweven. Haar dokter weet exact hoe gevaarlijk telekinese zijn kan, maar in plaats van haar te helpen is hij er op uit haar uit te buiten. En nu is het te laat. Tina heeft Jason per ongeluk van zijn graf bevrijd- en het bloedbad begint opnieuw. De uitzonderlijke gave van Tina zijn haar enige hoop op overleven. Maar welke kans heeft een tienermeisje tegen een met bijl zwaaiende maniak?

## Rolverdeling
| Acteur                  | Personage             |
| ----------------------- | --------------------- |
| Kane Hodder             | Jason Voorhees        |
| Lar Park-Lincoln        | Tina Shepard          |
| Jennifer Banko          | jonge Tina            |
| Kevin Blair             | Nick                  |
| Susan Jennifer Sullivan | Melissa               |
| Susan Blu               | Amanda Shepard        |
| Terry Kiser             | Dr. Christopher Crews |
| Elizabeth Kaitan        | Robin                 |
| Jon Renfield            | David                 |
| Diana Barrows           | Maddy                 |
| Heidi Kozak             | Sandra                |
| Jeff Bennett            | Eddie                 |
| Larry Cox               | Russell               |
| Diane Almeida           | Kate                  |
| Craig Thomas            | Ben                   |
| William Butler          | Michael               |
| Staci Greason           | Jane                  |
| John Otrin              | Mr. Shepard           |